# Saison 2011-2012 du Wydad Athletic Club
Maillots
La saison 2011-2012 du Wydad de Casablanca est la soixante-treizième de l'histoire du club. Elle débute alors que les rouges sont arrivés troisième du championnat marocain lors de la saison précédente. Benito Floro commence sa première saison en tant qu'entraîneur du Wydad de Casablanca. Le club est par ailleurs engagé en coupe du Trône et en ligue des champions de la CAF.
Finalement, le Wydad de Casablanca est éliminé en demi-finale de la coupe du Trône et atteint la troisième place en championnat ce qui lui permet de décrocher un ticket pour la coupe de la confédération.
Le bilan en championnat du Wydad s'est terminé favorable car sur 30 matchs joués, il en gagne 13, en perdent 5 et cèdent 12 nuls pour 32 buts marqués et 18 encaissés.

## Saison

### Parcours en championnat

#### Composition du championnat
Avec la relégation de la Jeunesse sportive de Kasbat Tadla et du Kawkab de Marrakech et la promotion de l'Ittihad Khémisset et du CODM de Meknès, Les FAR se retrouvent donc en compagnie de quinze autres équipes que sont:
L'I.Z.K. : l'Ittihad Zemmouri de Khémisset.
L'A.S.F.A.R. : l'Association Sportive des Forces Armées Royales.
Le R.C.A. : le Raja Club Athletic.
Le M.A.T. : le Moghreb Athlétic de Tétouan.
La J.S.M.: la Jeunesse Sportive El Massira.
L'O.C.S. : l'Olympique Club de Safi.
L'O.C.K. : l'Olympique Club de Khouribga.
Le F.U.S. : le Fath Union Sport de Rabat.
Le K.A.C. : le Kénitra Athlétic Club.
Le D.H.J. : le Difaâ Hassani d'El Jadida.
Le M.A.S. : le Maghreb Association Sportive.
Le C.R.A. : le Chabab Rif Al Hoceima.
Le C.O.D.M : le Club omnisports de Meknès.
Le H.U.S.A. : le Hassania Union Sport d'Agadir.
et le W.A.F. : le Wydad Athletic Club de Fès.
Cette saison représente donc la 73e année de football de l'histoire du Wydad de Casablanca, il s'agit surtout de sa 56e en première division depuis l'indépendance. On peut signaler la présence du Raja Club Athletic club issue de la ville de Casablanca ce qui déclenchera dans la saison plusieurs derbies sans oublier les rivalités avec les FAR de Rabat et le Maghreb de Fès.

#### Phase aller
| Dates             | Journées    | Adversaires            | Lieux des rencontres              | Scores | Buts WAC                        | Références           |
| ----------------- | ----------- | ---------------------- | --------------------------------- | ------ | ------------------------------- | -------------------- |
| 20 août 2011      | 1er journée | Ittihad Khémisset      | Complexe Mohammed V (Casablanca)  | 2-0    | Iajour 3e, Angan 77e            | [ Rapport match 1 ]  |
| 25 septembre 2011 | 3e journée  | FUS de Rabat           | Complexe Mohammed V (Casablanca)  | 2-0    | Iajour 36e, Houassi 85e         | [ Rapport match 2 ]  |
| 11 octobre 2011   | 2e journée  | Wydad de Fès           | Complexe de Fès (Fès)             | 0-1    | Mssassi 68e (pen.)              | [ Rapport match 3 ]  |
| 22 octobre 2011   | 5e journée  | Moghreb de Tétouan     | Complexe Mohammed V (Casablanca)  | 1-0    | Lakhal 62e                      | [ Rapport match 4 ]  |
| 30 octobre 2011   | 6e journée  | Jeunesse El Massira    | Stade Mohamed Laghdaf (Lâayoune)  | 0-0    | -                               | [ Rapport match 5 ]  |
| 21 novembre 2011  | 8e journée  | Difaâ d'El Jadida      | Complexe Mohammed V (Casablanca)  | 0-1    | -                               | [ Rapport match 6 ]  |
| 29 novembre 2011  | 9e journée  | KAC de Kénitra         | Stade municipal (Kénitra)         | 1-1    | Mouithys 68e (pen.)             | [ Rapport match 7 ]  |
| 7 décembre 2011   | 4e journée  | Olympique de Khouribga | Complexe du Phosphate (Khouribga) | 1-1    | Ajeddou 31e (pen.)              | [ Rapport match 8 ]  |
| 11 décembre 2011  | 11e journée | FAR de Rabat           | Complexe Moulay Abdallah (Rabat)  | 2-2    | Mouithys 28e (pen.), Lemsen 69e | [ Rapport match 9 ]  |
| 16 décembre 2011  | 12e journée | Chabab Rif Al Hoceima  | Complexe Mohammed V (Casablanca)  | 1-0    | Lakhal 11e                      | [ Rapport match 10 ] |
| 21 décembre 2011  | 7e journée  | CODM de Meknès         | Stade d'honneur (Meknès)          | 0-0    | -                               | [ Rapport match 11 ] |
| 25 décembre 2011  | 13e journée | Hassania d'Agadir      | Stade Al Inbiâate (Agadir)        | 1-0    | -                               | [ Rapport match 12 ] |
| 31 décembre 2011  | 14e journée | Raja de Casablanca     | Complexe Mohammed V (Casablanca)  | 0-0    | -                               | [ Rapport match 13 ] |
| 4 janvier 2012    | 10e journée | Maghreb de Fès         | Complexe Mohammed V (Casablanca)  | 1-1    | Lemrini 9e (csc)                | [ Rapport match 14 ] |
| 8 janvier 2012    | 15e journée | Olympique de Safi      | Stade El Massira (Safi)           | 2-1    | Allaoui 87e (pen.)              | [ Rapport match 15 ] |

#### Classement à la trêve hivernale
Le classement est établi sur le même barème de points qu'en Europe, c'est-à-dire qu'une victoire vaut trois points, un match nul un point et la défaite aucun point.
| Rang | Équipe                   | Pts | J  | G  | N  | P | Bp | Bc | Diff |
| ---- | ------------------------ | --- | -- | -- | -- | - | -- | -- | ---- |
| 1    | FUS de Rabat             | 33  | 15 | 10 | 3  | 2 | 18 | 7  | +11  |
| 2    | Raja de Casablanca (C)   | 27  | 15 | 7  | 6  | 2 | 13 | 8  | +5   |
| 3    | Moghreb de Tétouan       | 25  | 15 | 6  | 7  | 2 | 14 | 6  | +8   |
| 4    | Maghreb de Fès (V) (CdT) | 23  | 15 | 6  | 5  | 4 | 20 | 12 | +8   |
| 5    | Chabab Rif Al Hoceima    | 22  | 15 | 6  | 4  | 5 | 21 | 11 | +10  |
| 6    | Wydad de Casablanca      | 22  | 15 | 5  | 7  | 3 | 13 | 9  | +4   |
| 7    | Difaâ d'El Jadida        | 18  | 15 | 5  | 3  | 7 | 13 | 15 | -2   |
| 8    | Olympique de Safi        | 18  | 15 | 4  | 6  | 5 | 15 | 21 | -6   |
| 9    | Wydad de Fès             | 18  | 15 | 4  | 6  | 5 | 13 | 19 | -6   |
| 10   | Hassania d'Agadir        | 17  | 15 | 4  | 5  | 6 | 10 | 17 | -7   |
| 11   | Ittihad Khémisset (P)    | 17  | 15 | 4  | 5  | 6 | 5  | 12 | -7   |
| 12   | FAR de Rabat             | 16  | 15 | 3  | 7  | 5 | 13 | 14 | -1   |
| 13   | KAC de Kénitra           | 16  | 15 | 2  | 10 | 3 | 13 | 16 | -3   |
| 14   | CODM de Meknès (P)       | 16  | 15 | 4  | 4  | 7 | 7  | 13 | -6   |
| 15   | Jeunesse El Massira      | 15  | 15 | 4  | 3  | 8 | 11 | 15 | -4   |
| 16   | Olympique de Khouribga   | 14  | 15 | 3  | 5  | 3 | 11 | 15 | -4   |

- Champion et Vice-champion

- Troisième

- Quatrième

- Relégué

- Abréviations

T : Tenant du titre

V : Vice-champion 2010-11

CdT : Vainqueur de la Coupe du Trône de football 2010-11

P : Promus de Botola 2 2010-11

#### Phase retour
| Dates           | Journées    | Adversaires            | Lieux des rencontres              | Scores | Buts WAC                               | Références           |
| --------------- | ----------- | ---------------------- | --------------------------------- | ------ | -------------------------------------- | -------------------- |
| 11 février 2012 | 16e journée | Wydad de Fès           | Complexe Mohammed V (Casablanca)  | 2-2    | Lakhal 34e, Berrabeh 55e               | [ Rapport match 16 ] |
| 18 février 2012 | 17e journée | FUS de Rabat           | Complexe Moulay Abdallah (Rabat)  | 0-0    | -                                      | [ Rapport match 17 ] |
| 26 février 2012 | 18e journée | Olympique de Khouribga | Complexe Mohammed V (Casablanca)  | 3-0    | Houassi 62e, 79e, 93e                  | [ Rapport match 18 ] |
| 4 mars 2012     | 19e journée | Moghreb de Tétouan     | Stade Saniat Rmel (Tétouan)       | 2-0    | -                                      | [ Rapport match 19 ] |
| 10 mars 2012    | 20e journée | Jeunesse El Massira    | Complexe Mohammed V (Casablanca)  | 2-0    | El Amrani 6e, Issine 65e               | [ Rapport match 20 ] |
| 17 mars 2012    | 21e journée | CODM de Meknès         | Complexe Mohammed V (Casablanca)  | 1-0    | Ajeddou 52e                            | [ Rapport match 21 ] |
| 30 mars 2012    | 23e journée | KAC de Kénitra         | Complexe Mohammed V (Casablanca)  | 1-1    | Berrabeh 44e (pen.)                    | [ Rapport match 22 ] |
| 1er avril 2012  | 22e journée | Difaâ d'El Jadida      | Stade Abdi (El Jadida)            | 1-0    | -                                      | [ Rapport match 23 ] |
| 14 avril 2012   | 25e journée | FAR de Rabat           | Complexe Mohammed V (Casablanca)  | 2-0    | Koné 75e, Houassi 86e                  | [ Rapport match 24 ] |
| 18 avril 2012   | 24e journée | Maghreb de Fès         | Complexe de Fès (Fès)             | 1-1    | Khaliki 19e                            | [ Rapport match 25 ] |
| 22 avril 2012   | 26e journée | Chabab Rif Al Hoceima  | Stade Mimoun Al Arsi (Al Hoceima) | 0-0    | -                                      | [ Rapport match 26 ] |
| 6 mai 2012      | 28e journée | Raja de Casablanca     | Complexe Mohammed V (Casablanca)  | 0-1    | Iajour 90e                             | [ Rapport match 27 ] |
| 9 mai 2012      | 27e journée | Hassania d'Agadir      | Complexe Mohammed V (Casablanca)  | 3-1    | Iajour 30e (pen.) et 39e, Mouithys 62e | [ Rapport match 28 ] |
| 21 mai 2012     | 29e journée | Olympique de Safi      | Complexe Mohammed V (Casablanca)  | 2-1    | Mankari 2e, Berrabeh 10e               | [ Rapport match 29 ] |
| 27 mai 2012     | 30e journée | Ittihad Khémisset      | Stade du 18 novembre (Khémisset)  | 0-1    | Issine 62e                             | [ Rapport match 30 ] |

#### Classement final
Le classement est établi sur le même barème de points qu'en Europe, c'est-à-dire qu'une victoire vaut trois points, un match nul un point et la défaite aucun point.
| Rang | Équipe                   | Pts | J  | G  | N  | P  | Bp | Bc | Diff |
| ---- | ------------------------ | --- | -- | -- | -- | -- | -- | -- | ---- |
| 1    | Moghreb de Tétouan       | 61  | 30 | 17 | 10 | 3  | 41 | 13 | +28  |
| 2    | FUS de Rabat             | 57  | 30 | 16 | 9  | 5  | 32 | 16 | +16  |
| 3    | Wydad de Casablanca      | 51  | 30 | 13 | 12 | 5  | 32 | 18 | +14  |
| 4    | Raja de Casablanca (C)   | 51  | 30 | 14 | 9  | 7  | 34 | 24 | +10  |
| 5    | Difaâ d'El Jadida        | 48  | 30 | 13 | 9  | 8  | 35 | 27 | +8   |
| 6    | Maghreb de Fès (V) (CdT) | 41  | 30 | 10 | 11 | 9  | 35 | 26 | +9   |
| 7    | FAR de Rabat             | 41  | 30 | 10 | 11 | 9  | 32 | 29 | +3   |
| 8    | Olympique de Safi        | 36  | 30 | 9  | 9  | 12 | 34 | 43 | -9   |
| 9    | Olympique de Khouribga   | 35  | 30 | 8  | 11 | 11 | 27 | 32 | -5   |
| 10   | CODM de Meknès (P)       | 35  | 30 | 10 | 6  | 14 | 19 | 26 | -7   |
| 11   | Hassania d'Agadir        | 35  | 30 | 8  | 11 | 11 | 22 | 31 | -9   |
| 12   | KAC de Kénitra           | 35  | 30 | 7  | 14 | 9  | 29 | 40 | -11  |
| 13   | Chabab Rif Al Hoceima    | 33  | 30 | 8  | 9  | 13 | 31 | 27 | +4   |
| 14   | Wydad de Fès             | 30  | 30 | 7  | 9  | 14 | 26 | 39 | -13  |
| 15   | Jeunesse El Massira      | 28  | 30 | 7  | 7  | 16 | 24 | 42 | -18  |
| 16   | Ittihad Khémisset (P)    | 24  | 30 | 5  | 9  | 16 | 12 | 32 | -20  |

- Champion et Vice-champion

- Troisième

- Quatrième

- Relégué

- Abréviations

T : Tenant du titre

V : Vice-champion 2010-11

CdT : Vainqueur de la Coupe du Trône de football 2010-11

P : Promus de Botola 2 2010-11

## Résultats des autres sections

### Section de basket-ball
La section basket-ball du Wydad de Casablanca qui a été créé en 1938 un an avant la section football, évolue cette saison en National 1 qui est le 1er niveau de la hiérarchisation du basket-ball marocain. Alors que durant la saison dernière, l'équipe évoluait encore en National 1 et s'était classée 2e. L'équipe avait disputé les play-offs et avait réussi à se qualifier en finale après une victoire lors du match aller et une défaite lors du match retour, un match d'appui devait ensuite être joué mais sera interrompu. C'est l'équipe de l'AS Salé qui avait déclaré vainqueur lors de ce match interrompu puisque les salétins menaient sur le score de 50 paniers à 29.
Le club ne participe pas seulement à un championnat mais aussi à la coupe du Trône dans laquelle plusieurs clubs s'affrontent à élimination direct. Le Wydad se fera éliminer dans cette compétition en demi-finale par la Renaissance de Berkane sur le score fleuve de 102-36.
Mais en championnat, le club termine 4e et doit cependant disputer les play-offs pour pouvoir remporter le championnat de National 1. Sur les 18 match joués, l'équipe en remporte douze mais perd les six autres matchs en marquant plus de 1222 paniers et en encaissant 1162. Avec au total une différence de 60 paniers.
La barème de point lors de cette saison est de deux points pour une victoire et d'un point pour une défaite.
- Classement National 1

| No | Équipe                 | Pts | J  | G  | P  | PP   | PC   | Diff |
| -- | ---------------------- | --- | -- | -- | -- | ---- | ---- | ---- |
| 1  | AS Salé                | 34  | 18 | 16 | 2  | 1572 | 1264 | +308 |
| 2  | Renaissance de Berkane | 32  | 18 | 14 | 4  | 1335 | 1201 | +134 |
| 3  | Chabab Rif Hoceima     | 30  | 18 | 12 | 6  | 1273 | 1131 | +142 |
| 4  | Wydad de Casablanca    | 30  | 18 | 12 | 6  | 1222 | 1162 | +60  |
| 5  | Maghreb de Fès         | 29  | 18 | 11 | 7  | 1258 | 1244 | +14  |
| 6  | Sport Plazza Casa      | 27  | 18 | 9  | 9  | 1305 | 1309 | -4   |
| 7  | FUS de Rabat           | 24  | 18 | 6  | 12 | 1180 | 1248 | -68  |
| 8  | Renaissance de Tanger  | 23  | 18 | 5  | 13 | 1240 | 1450 | -210 |
| 9  | KAC de Kénitra         | 21  | 18 | 3  | 15 | 1135 | 1297 | -162 |
| 10 | Raja de Casablanca     | 20  | 18 | 2  | 16 | 1135 | 1349 | -214 |

- Play-offs

- Relégué

- Relégué

L'équipe s'est donc qualifié aux play-offs en terminant 4e du championnat et peut ainsi espérer remporter le titre de champion de National 1. Il est ainsi accompagné de deux autres clubs que sont la Renaissance de Berkane et le Chabab Rif Hoceima.
Finalement le Wydad de Casablanca se place 2e dans ce play-off devant le Chabab Rif Hoceima et derrière la Renaissance de Berkane. Avec 2 victoires et 2 défaites soit 6 points tout comme la Renaissance de Berkane et le Chabab Rif Hoceima, le Wydad se classe ainsi 2e puisque n'ayant une plus faible différence, c'est la Renaissance de Berkane qui se classe 1er mais heureusement pour le Wydad se sont les deux premiers qui se qualifient en demi-finale.
- Classement Play-off - Groupe 2

| No | Équipe                 | Pts | J | G | P | PP  | PC  | Diff |
| -- | ---------------------- | --- | - | - | - | --- | --- | ---- |
| 1  | Renaissance de Berkane | 6   | 4 | 2 | 2 | 257 | 250 | +7   |
| 2  | Wydad de Casablanca    | 6   | 4 | 2 | 2 | 261 | 260 | +1   |
| 3  | Chabab Rif Hoceima     | 6   | 4 | 2 | 2 | 261 | 269 | -8   |

- Play-offs

- Élimination

Le Wydad se voit affronté l'AS Salé. Après un aller-retour, les rouges réussissent à se défaire des salétins lors des deux rencontres. Tandis que la Renaissance de Berkane a de son côté défait l'équipe de Sport Plazza Casa.
La finale qui se joue en deux rencontres voit s'opposer les deux équipes du groupe 2. Les Berkanis finissent par remporter la compétition après deux victoires sur le score de 67-65. Le Wydad est donc finaliste et vice-champion de la compétition.